# Conjuntos de petroglifos del Altái mongol
Los petroglifos del Altái mongol son un conjunto de petroglifos y monumentos funerarios situados en tres yacimientos arqueológicos en el aimag kazajo semiautónomo de Bayan-Ölgiy, en Mongolia occidental, en el macizo de Altái. El sitio está incluido en la Lista del Patrimonio de la Humanidad de la Unesco. Los motivos abarcan un período de 12.000 años, siendo el período más antiguo del 11.000 al 6.000 a. C.

## Descripción
Los tres yacimientos están situados en valles de alta montaña tallados por los glaciares del Pleistoceno:
- Valles de los ríos Tsagaan Salaa y Baga Oigor, en el sum de Ulaankhus;[2]
- Valle del alto Tsagaan Gol (Shiviit Khairkhan, Mongolia: Шивийт Хайрхан);
- Valle del Aral Tolgoi (en mongol: Арал толгой), en el sum de Tsengel.

El sitio del valle del Tsagaan Gol incluye ciervos en los mismos estilos que las piedras de ciervo.